# Aleksandra Wachowicz
Aleksandra Wachowicz (Varsóvia, 17 de junho de 1992) é uma ex-voleibolista indor e atualmente jogadora de vôlei de praia polonesa.

## Carreira
Ela era capitã do time de vôlei da Escola Maria Konopnicka. Em 2008, iniciou a receber convocação pra categoria de base da seleção, e foi premiada como a melhor atacante do ano de 2009 e após dois anos, época do último ano da escola, foi mais uma vez a melhor atacante e a jogadora mais valiosa do time; paralelamente, disputou a Liga Polonesa Sub-20 e terminou na sexta posição pelo LTS Legionovia Legionowo onde iniciou sua carreira no vôlei de quadra (indoor), nas categorias de base e  posteriormente competiu no adulto quando tinha apenas 16 anos.
Em 2011, foi estudar administração nos Estados Unidos, e também jogar no vôlei indoor na St. John’s University em Nova York. E quando ainda era caloura  foi a quarta melhor atacante do Red Storm,  foi destaque por lá e recebeu vários prêmios, como ser eleito para a primeiro time da conferência, e após um ano deixou a universidade com a terceira maior pontuadora de todos os tempos da história do St. John's e a décima melhor sacadora.
Estreou em 2016 no Circuito Mundial, ao lado de Agnieszka Pregowska, no Grand Slam de Long Beach, no ano seguinte jogaram juntas no torneio cinco estrelas de Fort Lauderdale e em 2018, disputaram o quatro estrelas de Huntington Beach, no mesmo ano esteve com Jagoda Gruszczyńska em vários eventos e como melhor resultado obtiveram o quinto lugar no duas estrelas de Zhongwei.
Ela completou seus quatro anos na St. John's em Nova York com bacharelado em Gestão e Administração de Empresas. Um ano depois, na Universidade Grand Canyon, em Phoenix Arizona, ela obteve o diploma acadêmico (MBA) em 2016, competindo na praia. Na temporada de 2018-19, competiu no campeonato polonês de vôlei de praia, conquistando na etapa de Białystok o título da Copa da Polônia de Vôlei de Praia com Kinga Legieta, sendo vice-campeãs nas etapas de Cracóvia e Dąbrowa Górnicza além do quarto lugar em Zamość.
No torneio duas estrelas de Nantong finalizou m quinto com Monika Brzostek, retomou a parceria com Jagoda Gruszczyńska obtendo título na etapa nacional de Białystok e o vice-campeo ato em Torún. Renovaram a parceria para 2020, terminaram na décima sétima posição no Campeonato Europeu de 2020 em Jūrmala. Voltaram ao circuito mundial em 2022, conquistaram o bronze no Future de Białystok, conquistaram no circuito polonês, os títulos das etapas de Sulejów, Chełm e Września, além do vice-campeonato em Kołobrzeg.
Novamente formaram dupla pra temporada de 2023,  sendo campeãs na etapa de Stare Jabłonki e vice-campeãs da etapa de Olsztyn, e finalizaram na vigésima quinta posição no Campeonato Europeu de Viena
e terminaram na décima sétima posição no Campeonato Mundial em  Tlaxcala de Xicohténcatl, Apizaco e Huamantla.

## Títulos e resultados
- Future de Varsóvia do Circuito Mundial de Vôlei de Praia de 2023
- Future de Białystok do Circuito Mundial de Vôlei de Praia de 2022